# Lenguas papúes
El término lenguas papúes se refiere a una agrupación geográfica de lenguas del Pacífico occidental que no son ni austronesias ni aborígenes australianas. Las lenguas papúes (unas 780 lenguas) no constituyen una familia lingüística probada, sino que se agrupan en diversas familias, macrofamilia y lenguas aisladas, cuya clasificación necesita ser mejorada con datos descriptivos de más lenguas.
La mayoría de las lenguas papúes se hablan en la isla de Nueva Guinea (dividida administrativamente entre Papúa Nueva Guinea e Indonesia) e islas y archipiélagos cercanos. En el oeste existen lenguas papúes en las islas de Halmahera, Timor, Alor y Pantar. En el este hay lenguas papúes en las islas de Bismarck, Bougainville y las Salomón. Finalmente, dos lenguas papúas aisladas se hablan en Australia, al este del estrecho de Torres.
El término "pueblos papúes" fue propuesto en 1892 por Sidney Herbert Ray para distinguir a las poblaciones de origen no austrenesio de Melanesia, previamente no se había distinguido propiamente el origen de muchas etnias de Melanesia.

## Historia
Una tercera parte de las lenguas del mundo se hablan en la cuenca del Pacífico y excluyendo Asia y América continental, dicha cuenca contiene aproximadamente 1500 lenguas que se clasifican en tres grandes grupos: austronésico, aborigen australiano y papú (solo el primero de estos dos grupos es un grupo filogenético establecido). Las lenguas aborígenes australianas, habladas por los aborígenes de Australia, habrían sido unas 200 a la llegada de los europeos a finales del siglo XVIII, pero desde entonces han declinado hasta 100 en la actualidad y muchas de ellas están en peligro de desaparición. Las lenguas austronésicas forman la familia lingüística más grande del mundo, con más de 600 lenguas esparcidas desde el sudeste asiático hasta la Isla de Pascua, Hawái'i y Nueva Zelanda. Con excepción de Australia y la mayor parte de Nueva Guinea y unas pocas islas cercanas, todos los territorios del Pacífico está dominados por las lenguas austronésicas.
Pero cuando hablamos del grupo papú, término puede llamar a engaño, pues no es posible hablar de una familia lingüística propiamente dicha, como por ejemplo cuando hablamos de la familia indoeuropea o de la familia dravídica, pues mientras las lenguas de dichas familias provienen de ancestros comunes, no ha podido determinarse con seguridad la existencia de una lengua troncal o protolengua de la que filogenéticamente hayan aparecido las lenguas papúes. Los métodos de la lingüística histórica no han permitido demostrar de manera incotrovertida que tal protolengua exista. Sobre la base de los conocimientos actuales, el grupo papú está compuesta por más de 60 diferentes familias de lenguas, cada una de ellas con su propio antecesor común (es posible, que futuros trabajos permitan relacionar algunos de estos antecesores comunes y probar que están emparentados).
Los pueblos de Nueva Guinea son australoides, aunque hay una gran cantidad de variantes locales: los papús son de piel oscura, con matices de marrón rojizo a negro y cabello ensortijado o rizado. De hecho, la palabra "papúa" viene de una palabra malaya que significa 'cabello rizado'. La mayor parte de los grupos papuanos son sedentarios, pero en zonas remotas hay cazadores nómadas. Los sedentarios viven de la agricultura, especialmente batatas y taro, aunque otros lo hacen de la caza y la pesca.
Los primeros europeos en llegar a Nueva Guinea lo hicieron en el siglo XVI y el nombre de la isla le fue dado por un navegante español, Ortiz de Retes, que seguramente pensó en el parecido de los nativos con los que él conocía en África.
La palabra clave que define Nueva Guinea es su gran diversidad lingüística, lo cual se aprecia inmediatamente en la gran variedad de costumbres y sistemas sociales representados. Las comunidades de Nueva Guinea son pequeñas, siendo la aldea o el poblado el modelo normal de asentamiento humano; por ejemplo, en Irian Jaya más del noventa por ciento de las comunidades tienen una población inferior a 300 personas y más de la mitad tienen menos de 100 personas cada una. Las excepciones a esta regla son pocas, aunque hay pueblos grandes (de 500 a 1000 habitantes) entre los iatmul de la cuenca del Sepik y entre los asmat de Irian Jaya.
Ante la pequeñez de las comunidades papúes, la pérdida de algunos hombres puede significar la desaparición de la comunidad, lo que obliga a redefinir las relaciones sociales. Esto se hace de dos maneras muy extendidas entre las comunidades papúes: la primera es que la pertenencia al clan no se conceptúa estrictamente sobre la base de una descendencia lineal, ya sea patriarcal o matriarcal. Por ejemplo, si un grupo ha sido derrotado en una guerra, los refugiados pueden hallar acogida en otro grupo, siendo con el tiempo integrados en el mismo. Los yimas son un ejemplo de esto que decimos: de los seis grupos que lo conforman solo uno es autóctono de la tierra que ocupan, el resto son inmigrantes que constituyen la mayoría de la población. La otra forma de redefinir las relaciones sociales es por medio de las alianzas ante las exigencias de la guerra y la importancia de los intercambios y el comercio. Hasta tal punto se valora el intercambio y el comercio que Margaret Mead dio un ejemplo extremo de esto entre los biwat y sus vecinos dimiri; ambos son enemigos irreconciliables pero los biwat le dijeron que no querían matar a todos los dimiri porque si lo hacían no quedarían ollas ni mosquiteras ni espuertas.
La razón de la diversidad lingüística de Nueva Guinea, con 1000 lenguas repartidas en 900.000 km², es doble:
- En primer lugar está la naturaleza del terreno, que está formado por montañas cubiertas de bosque con precipitaciones abundantes, ríos embravecidos, selva impenetrable y regiones inmensas de pantanos, favoreciendo todo ello las barreras para las comunicaciones humanas.
- Por otro lado, la actitud de los habitantes de la isla hacia sus lenguas facilita aún más la fragmentación. Los poblados no reconocen ninguna solidaridad con otros poblados de la misma lengua, sino que forman lazos estrechos con aldeas geográficamente más cercanas aunque lingüísticamente sean más distantes. Igual que otros artefactos culturales, la lengua es también un asunto de comercio y ocurre que aldeas situadas entre dos fronteras lingüísticas cambian su lealtad lingüística si ello favorece sus intereses económicos.

### Número de lenguas
Las lenguas papúes suman más de 780 lenguas, lo que hace de Nueva Guinea y sus alrededores la zona con mayor diversidad lingüística del mundo. Si bien en Papúa-Nueva Guinea hay tres lenguas oficiales: el tok pisin, el hiri motu y el inglés y una única lengua oficial en Irian Jaya: la variante bahasa indonesia del malayo. Las más de 750 lenguas autóctonas de Nueva Guinea se clasifican en unas 60 familias diferentes, habiendo una docena de lenguas papúes que son lenguas aisladas, es decir, no tienen relación demostrable con ninguna otra lengua.
Las lenguas papúes son, con la excepción de las lenguas indígenas de Sudamérica, el grupo de lenguas menos conocido de todos. La zona septentrional del litoral de Nueva Guinea, sobre todo la parte de Irian Jaya, es la zona lingüísticamente más desconocida del mundo, pues de muchas de sus lenguas solo se tiene una pequeña lista de palabras.
Un acontecimiento relevante desde el punto de vista del estudio de las lenguas de Nueva Guinea fue el establecimiento del Summer Insitute of Linguistics (SIL) hacia mediados de la década de los cincuenta, extendiéndose a Irian Jaya en 1970. Una gran parte de los primeros estudios lingüísticos de las lenguas papúes provienen de los trabajos de los misioneros del SIL.
Dada la gran fragmentación de lenguas en Nueva Guinea el multilingüismo es un fenómeno natural allí, aunque tal cosa depende en buena medida del tamaño de cada comunidad lingüística. Los pequeños o muy pequeños grupos lingüísticos son mucho más proclives al bilingüismo; por ejemplo, la lengua yelogu, perteneciente a la familia ndu y relacionada con la iatmul, tenía en 1965 unos 73 hablantes, aunque todos ellos eran bilingües y conocían además de la suya la lengua kwoma, que tiene varios miles de hablantes. El mismo caso sucedía con los binumarien de las tierras altas, grupo que había quedado reducido a 117 personas que además de conocer su lengua conocían también tres lenguas aledañas: tairora y gadsup, ambas cercanas lingüísticamente y la no relacionada adzera.
Las lenguas austronésicas, pertenecientes al grupo oceánico, generalmente están esparcidas a lo largo de la costa y de las islas adyacentes, pero las lenguas papúes ocupan el resto, es decir, las regiones montañosas interiores; aun así hay unas 200 lenguas austronésicas habladas en Nueva Guinea. Para ser más precisos, las lenguas papúes se extienden desde el occidente, en las islas de Halmahera, Alor y Pantar (dos islas al occidente de Timor) y regiones montañosas de Timor, hasta el oriente en las islas de Nueva Bretaña, Nueva Irlanda, Bougainville y Nueva Georgia. Pero la gran extensión geográfica y numérica de estas lenguas se lleva la palma en la gran isla de Nueva Guinea, donde ocupan la mayor parte del territorio de esta inmensa isla.

## Clasificación interna de las lenguas papúes
Las lenguas papúes son relativamente poco conocidas, debido al poco trabajo que se ha realizado sobre ellas, comparada con la cantidad de trabajo se ha hecho sobre otras lenguas de la región como las lenguas australianas o las lenguas austronesias. De hecho, en el estado actual de conocimiento, las lenguas papúes no constituyen una unidad genética establecida lingüísticamente. De hecho, dentro de las lenguas papúes se han identificado varias familias y macrofamilias independientes entre las cuales no se ha podido probar una relación genética entre sí, aunque existan ciertos argumentos extralingüísticos para presuponer que entre ellas existan relaciones más o menos remotas. Existen todavía varias clasificaciones en familias o grupos lingüísticos, que en el estudio de las lenguas papúes se suelen denominar phyla (singular phylum) por estar todavía a nivel de hipótesis. Las tres propuestas de clasificación más comúnmente citadas en la bibliografía científica se deben a:
- Clasificación de Joseph Greenberg (1971), basada en la comparación léxica masiva, propone que las lenguas papúes son una unidad genética dentro de una macrofamilia más amplia denominada macrofamilia indo-pacífica que incluiría también a las lenguas de Tasmania y las lenguas de las islas Andamán. Esta clasificación es altamente controvertida ya que no usa el método comparativo para establecer más allá de toda duda la relación genética.
- Clasificación de Stephen Wurm (1975), basada tanto en el léxico como en ciertos rasgos gramaticales. Foley criticó este trabajo al señalar que algunas de las características tipológicas que Wurm utilizó son en realidad rasgos locales de área lingüística que no son adecuados para hacer clasificaciones genéticas.
- Clasificación de Malcom Ross (2005), que es una revisión del trabajo de Wurm en términos puramente léxicos que incorpora parte del trabajo realizado por Foley.

El mayor phylum propuesto es el trans nueva guinea, que consiste en un gran número de lenguas habladas a lo largo de las tierras altas de Nueva Guinea, desde la provincia indonesia de Irian Jaya (la parte occidental) hasta Papúa Nueva Guinea (la parte oriental).

### Clasificación de Wurm (1975)
La lista a continuación es una de las clasificaciones habitualmente usadas, con el número de lenguas entre paréntesis. También incluye algunas lenguas aisladas para las que no existe filiación genética. Está basada en la usada por la revista Ethnologue, basada a su vez en los trabajos de S. A. Wurm y otros. Otros lingüistas, incluyendo a William A. Foley, han identificado más de sesenta familias de lenguas, sugiriendo que anteriores clasificaciones han sido basadas en parecidos estructurales o de otro tipo, que pueden indicar o no un parentesco. Debido a que se calcula que solo un cuarto de las lenguas papúes han sido estudiadas, se entiende que la clasificación de estas lenguas sufrirá diversas revisiones en el futuro.
- Idioma abinomn (lengua aislada)
- Lenguas amto-musanas (2)
- Lenguas bayono-awbono (2)
- Idioma burmeso (lengua aislada)
- Idioma busa (lengua aislada)
- Lenguas de Doberai oriental (3)
- Lenguas papúes orientales (36)
- Lenguas de la bahía Geelvink oriental (33)
- Idioma karkar-yuri (lengua aislada)
- Idioma kibiri (lengua aislada)
- Lenguas kwomtari-baibai (6)
- Lenguas del margen izquierdo del May (7)
- Lenguas del bajo Mamberamo (2)
- Lenguas Sepik-Ramu (104)
- Lenguas sko (7)
- Lenguas Torricelli (48)
- Lenguas trans-neoguineanas (552)
- Lenguas papúes occidentales (26)
- Idioma yäle (lengua aislada)

### Clasificación de Ross (2005)
Algunas críticas a la clasificación de Wurm han apuntado que las "familias" identificadas comparando el sistema pronominal podrían estar afectadas por préstamos gramaticales más que por auténticas relaciones filogenéticas. Malcom Ross reexaminó la propuesta de Wurm atendiendo a datos puramente léxicos, por lo que la crítica anterior no afectaría al trabajo de Ross pero sí al de Wurm. Ross buscó términos de vocabulario compartido, y especialmente peculiaridades compartidas análogas al caso del inglés con pronombre nominativo de 1.ª persona I y de acusativo me, hecho que también sucede en alemán en las formas Ich / mich; la ocurrencia dos veces de la misma rareza así sugiere que debe existir un parentesco y que en la protolengua se dio esta rareza y ambas lenguas la heredan (la alternativa contraria es que una rareza se haya producido dos veces, lo cual se considera menos probable).
El pobre estado de documentación de la mayoría de lenguas papúes hace que la comparación de vocabulario frecuentemente se tenga que restringir a los pronombres, que de las pocas palabras ampliamente documentadas en todas las lenguas. A pesar de esta fuerte restricción de datos, Ross estima que su trabajo ha sido capaz de validar la mayor parte de la clasificación de Wurm. La clasificación de Ethnologue (2009) se basa ampliamente en el trabajo de Ross.
Ross ha propuesto 23 familias entre las lenguas papúes además de una colección de 9-13 lenguas aisladas, para la que no ha encontrado parentesco convincente con ninguna de las 23 familias. Sin embargo, debido lo estricto de su criterio no todas las lenguas papúes pudieron ser clasificadas adecuadamente, especialmente muchas lenguas aisladas sin parentescos cercanos (lo cual no significa que esos parentescos puedan ser descubiertos más adelante). Además Ross descubrió que algunos grupos de lenguas como las lenguas del bajo Mamberamo (o al menos el warembori) son de hecho lenguas austronesias fuertemente influidas por otras lenguas papúes, al igual que el takia. Las lenguas de Reef y Santa Cruz eran el 24.º grupo adicional propuesto por Wurm que situaba como una familia potencial dentro de las lenguas papúes orientales, aunque la evidencia mostró que estas lenguas de hecho son lenguas austronesias divergentes, que tuvieron un substrato pre-austronesio, pero no son lenguas papúes. Nótese que aunque la clasificación de Ross puede ser más confiable que otros intentos pasados, se basa en un dato léxico muy restringido, los pronombres, y por tanto debe entederse como una clasificación tentativa. Porque aunque los pronombres son partes de las lenguas muy bien conservadas, por su alta frecuencia de uso, suelen ser cortos y usan frecuentemente un subconjunto reducido de los sonidos de una lengua. Ambos fenómenos incrementan grandemente la posibilidad de parentescos accidentales, especialmente cuando no están respaldados por otras similitudes léxicas. Las familias lingüísticas que Ross propuso son:
- lenguas trans-neoguineanas (reducidas a 466-493 lenguas)
- ? Macrofamilia papú occidental (tentativo)
  - Lenguas papúes occidentales (27)
  - Lenguas Doberai oriental-sentani (9)
  - Yawa (1-2)
- Lenguas mairasi (4)
- Lenguas de Cenderawasih (Geelvink Bay) oriental (10)
- Lenguas de la Llanura de los lagos (19; alto río Mamberamo)
- Lenguas tor-kwerba (17)
- Lenguas nimboranas (5)
- Lenguas sko (8)
- Lenguas de la frontera norte (15)
- Lenguas May-kwomtari (13) (grupo problemático)
  - May (Arai) (7)
  - Fas (2)
  - ? Kwomtari (3)
- Lenguas senagi (2) (quizá relacionado con las lenguas del río Sepik)
- Lenguas de los montes Torricelli (40–50) (quizá relacionado con el Sepik)
- Lenguas del Sepik (51)
- Lenguas Ramu-bajo Sepik (40) (propuesto inicialmente por Foley)
- Lenguas yuat (5)
- Lenguas piawi (2) (quizá un subgrupo del Ramu)
- Lenguas papúes surcentrales (22)
- Lenguas Trans-Fly orientales (4; una lengua en Australia)
- ? Lenguas de Nueva Bretaña occidental y Rossel (tentativo)
  - Yélî Dnye (Yele) (rama aislada)
  - Anêm (rama aislada)
  - Ata (Pele-Ata, Wasi) (rama aislada)
- Lenguas baining (Nueva Bretaña oriental) (8)
- Lenguas de Bougainville septentrional (4)
- Lenguas de Bougainville meridional (9)
- Lenguas de las islas Salomón centrales (4)

La clasificación de Ross incluye un cierto número de lenguas aisladas, para las que Ross no encuentra ningún parentesco convincente, clasificados por localización:
- Papúa indonesia
  - Abinomn (Baso, Foia)
  - Isirawa (Donahue lo relaciona con el kwerba)
- Provincia de Sandaun
  - Karkar (Yuri)
  - Busa
  - Yäle (Nagatman)
- Cuenca del Sepik
  - Taiap (Gapun)
- Archipiélago Bismarck
  - Sulka de Nueva Bretaña)
  - Kol de Nueva Bretaña)
  - Kuot (Panaras) de Nueva Irlanda.

Algunas lenguas consideradas previamente aisladas fueron reclasificadas por Ross en otras familias, así el:
- Burmeso (taurap) es reclasificado dentro de las lenguas Doberai-Sentani,
- Porome (kibiri) es reclasificado dentro de las lenguas kiwai.
- Morwap (elseng) es reclasificado dentro de las lenguas de la frontera norte.

Lenguas reclasificadas como lenguas austronesias:
- Lenguas del bajo Mamberamo (Donohue argumenta que este grupo es una lengua papú relexificada, el yoke podría no ser del grupo)
- Kazukuru (2007)
- Lenguas de islas Reef y Santa Cruz (2007)

Lenguas provisionalmente no clasificadas debido a falta de datos adecuados:
- lenguas amto-musanas (2)
- Kenati (aislado?)
- Komyandaret (aislado?)
- Maramba (Ethnologue 16.ª ed., lo sitúa dentro del Yuat)
- Massep (aislado?)
- Molof (aislado?)
- lenguas momuna: Momina, Momuna (Somahai)
- Samarokena (aparentemente parte del Kwerba)
- Saponi (comparte vocabulario básico, pero no los pronombres, con las lenguas de la llanura de los lagos)
- Tause (Ross lo clasificó provisionalmente en el Doberai-Sentani)
- Tofamna (aislado?)
- Usku (aislado?)

### Clasificación de Haspelmath
El proyecto WALS que es probablemente el más conservador de todas las clasificaciones intentadas, se restringe básicamente a familias bien establecidas, reconoce más de 50 unidades filogenéticas para las lenguas papúes, con cerca de una docena de lenguas aisladas y unas 40 familias propiamente dichas. Es posible que el número de familias bien establecidas pueda reducirse a un número inferior como sugieren las clasificaciones tentativas de Ross y Wurm.
- Lenguas awin-pare
- Lenguas de la bahía Geelvink oriental
- Lenguas baining-taulil
- Lenguas de Bomberai occidental
- Lenguas del monte Bosavi
- Lenguas de Bougainville occidental
- Lenguas de Bougainville oriental
- Lenguas del río Bulaka
- Lenguas daganas
- Lenguas elemanas
- Lenguas de Doberai oriental
- Lenguas de la frontera norte (Amanab-Waris)
- Lenguas gogodala-suki
- Lenguas kaure-kapori
- Lenguas kayagar
- Lenguas kolopom
- Lenguas kwerba
- Lenguas kwomtari-baibai
- Lenguas del margen izquierdo del May
- Lenguas de la Llanura de los lagos
- Lenguas marind-arandai
- Lenguas mombum
- Lenguas monumbo
- Lenguas del Morehead y del alto Maro
- Lenguas nimboranas
- Lenguas papúes de las islas Salomón
- Lenguas papúes occidentales
- Lenguas senagi
- Lenguas sentani
- lenguas del río Sepik
- Lenguas sko
- Lenguas de Strickland oriental
- Lenguas tebera-pawaia
- Lenguas Timor-Alor-Pantar
- Lenguas tor-orya
- Lenguas Torricelli
- Lenguas trans-neoguineanas
- Lenguas turama-kikori
- Lenguas piawi (alto Yuat)
- Lenguas yarebanas
- Lenguas yawanas

Lenguas aisladas o no clasificadas:
- Anêm
- Gapun
- Karkar-yuri
- Kuot
- Meryam mir
- Morwap
- Oksapmin
- Sulka
- Yalë (Nagatman)
- Yélî dnye

## Relaciones exteriores
Joseph Greenberg propuso que las lenguas andamanesas frente a las costas de Birmania están relacionados con las lenguas papúes y las lenguas de Tasmania, formando el grupo filogenético de las lenguas indo-pacíficas. Esta propuesta ha sido profundamente criticada y ha tenido escasa aceptación entre los lingüistas especialistas en estas lenguas. Stephen Wurm declaró que las similitudes léxicas entre las lenguas de Gran Adamán y Nueva Guinea Occidental y Timor-Alor "son bastante llamativas y equivalen prácticamente a la igualdad formal en una serie de casos". Sin embargo, consideró que esto no evidencia de una conexión entre filogenética entre estos grupos, sino más bien la existencia de un sustrato de una migración anterior a Nueva Guinea en el oeste.
Greenberg también sugirió una conexión con las lenguas de Tasmania. Sin embargo, los pueblos de Tasmania fueron aislados durante unos 10 000 años, el genocidio acabó con sus lenguas muy tempranamente por lo que existen muy pocos registros de ellas.
William A. Foley señaló similitudes léxicas entre 1980 reconstrucción de R.M.W. Dixon del proto-australiano y las lenguas del este de las tierras altas de Nueva Guinea. Creía que era nave esperar encontrar una sola familia de lenguas papúes o Australia cuando Nueva Guinea y Australia habían sido una sola masa de tierra para la mayor parte de su historia de la humanidad, después de haber sido separados por el estrecho de Torres hace solo 8.000 años, y que una reconstrucción profunda probablemente incluiría idiomas de ambos. Sin embargo, Dixon tarde abandonó su propuesta proto-australiana, y las ideas de Foley tiene que ser reevaluado a la luz de la investigación reciente. Wurm también sugirió las lenguas Sepik-Ramu tienen similitudes con las lenguas australianas, pero se cree que esto puede ser debido a un efecto de sustrato, pero sin embargo, cree que las lenguas australianas representan un grupo lingüístico que existía en Nueva Guinea antes de la llegada de las lenguas papúes.

## Descripción lingüística
Puesto que las lenguas papúes no constituyen una única familia de lenguas sino muchas, resulta difícil hacer generalizaciones sobre estas lenguas fuera de generalizaciones estadísticas, porque estas lenguas son filogenéticamente diversas. Si existe una relación de parentesco real entre todas las lenguas papúes o la mayoría de ellas, el período de tiempo transcrurrido hasta el antecesor común sería tan grande que no parece posible reconstruirlo.
Las lenguas papúes son en su mayoría lenguas tonales y tienen marcas de caso morfológico, aunque no necesariamente de número. El orden básico más frecuente es SOV.
Las lenguas que se han puesto por escrito lo han sido con el alfabeto latino frecuentemente por influencia de misioneros.

### Fonología
Fonológicamente las lenguas papúes se caracterizan por un simple sistema fonémico. De hecho, la lengua con el sistema fonémico más pequeño del mundo es una lengua papuana, la rotokas de Bougainville, que tiene seis consonantes y cinco vocales. El sistema de vocales papuano típico consiste de cinco vocales: /i, e, a ,o, u/; las consonantes se agrupan en al menos tres lugares de articulación: labial, dental-alveolar y velar, aunque a veces se añade el palatal también. En contraste con las lenguas australianas y austronésicas, las lenguas papúes generalmente tienen un número diferente de oclusivas y nasales: normalmente solo dos nasales /m/ y /n/, si bien en la zona del río Sepik se encuentran lenguas con el mismo número de distinciones en el lugar de articulación para oclusivas y nasales. Las lenguas papúes usualmente tienen una sola líquida.
Algunas lenguas son tonales, con cambios en palabras y sílabas que afectan al significado e las palabras. La interacción del sistema tonal papuano con modelos de énfasis y longitud de sílabas puede ser extremadamente intrincado.

### Gramática
La mayoría de las lenguas papúes muestran una extrema complejidad gramatical. Sus verbos reflejan una amplia gama de números y otras características del sujeto y del objeto directo e indirecto. Por ejemplo, en kiwai el verbo ai-ni-mi-bi-du-mo-iauri-ama-ri-go significa 'ellos tres ciertamente nos verán a nosotros dos'. Paralelamente en la lengua monumbo de la familia torricelli, mbepe-nge tsi-p-ing-em puede ser traducido como 'le diste un taro'. Los verbos también indican tiempo gramatical, aspecto gramatical, modo y la dirección y circunstancias en que la acción designada se realiza, como en gadsup: kùmù-Ë``-nk-Ë``dËd-òn-ték-Ëp- ón-ì-nó-ké, '¿de verdad quiso bajar a por él'?, donde hay varios prefijos y sufijos indicando énfasis, tiempo, dirección e interrogación.
Hay básicamente dos tipos de verbos en la mayoría de lenguas papúes: el que podríamos denominar normal, y que se usa en frases donde solo una acción se realiza y el especial, donde más de una acción se menciona. 
Gramaticalmente las lenguas papúes se caracterizan por terminar la frase con el verbo, de manera que su orden sería sujeto, predicado, verbo (tipología SOV), si bien el orden del sujeto y el predicado puede modificarse. La excepción a esta norma son las lenguas torricelli y las que tienen una influencia austronésica, pues en ambos grupos el orden es sujeto, verbo y predicado (tipología SVO).
Morfológicamente el nombre varía de acuerdo al caso; hay una diferencia de género en los nombres en ciertas lenguas, masculino y femenino como en alamblak, aunque en otras hay una docena de clases como en yimas. En cuanto al número se distingue el singular, plural y dual, aunque ciertas distinciones de persona pueden ser neutralizadas, como en la segunda y tercera persona que no se distingue en plural y dual. Las conjugaciones verbales se indican por medio de sufijos.
Muchas lenguas papúes tienen un sistema de géneros y nombres, algunas con más de diez clases. Una idea de la complejidad de las variaciones adjetivales, numerales, demostrativas y de marcadores del sujeto y del objeto nos la da la frase: ame akwum kuvambakwum sumupar amenakwum salikəmba, que significa 'vi a mis dos grandes mujeres' en angoram, lengua de la familia sepik; pero si mujeres, akwum, se cambia por 'flechas', 'jardines' o 'ranas', etc. La frase entera se modifica y no solo una palabra; si 'flechas' es la que cambia, como ame pwanggli kəpanggli klupar amenakanggli salikənggliya, pero si se usa 'jardines' se convierte en ame konggəmbər kəvambər pələpar amenkəmbər salikəmbəra.
Morfológicamente, los verbos son la clase más compleja de palabras en la mayoría de las lenguas papúes. Normalmente se les añade un prefijo pronominal para señalar el objeto y un sufijo para indicar el sujeto. Los prefijos verbales para los sujetos se encuentran en varios grupos de lenguas de la costa norte.
Algunas lenguas de la región de la costa del norte poseen un mayor grado de complejidad morfológica en nombres que el que se encuentra en la mayoría de las lenguas trans-neoguineanas.
La reducida clasificación de género nominal en los pronombres (usualmente solo para la tercera persona del singular) es una característica típica de las lenguas papúes.
Hay algunas indicaciones sobre las lenguas papúes del área este de Nusantara, que muestran características de al menos dos estratos originales. La distribución de los sistemas tonales en las lenguas papúes de podría ser otro indicio de estos estratos. Dichos sistemas tonales se encuentran también en varias subfamilias del interior, pero no suelen darse en las lenguas papúes del oeste.
El marcador del género, que representa un reducido sistema nominal de clasificación.
La negación se coloca después del predicado o se puede añadir al verbo un sufijo.
Hay dos formas de posesión en las lenguas papúes: posesión alienable e inalienable Esta última se emplea para hacer referencia a la relación entre dos personas, partes del cuerpo y relaciones de esa índole, relaciones espaciales y elementos que son imprescindibles para la supervivencia y el sustento. Las diferencias entre ambas categorías se marcan morfológicamente, posiblemente combinando los elementos de distinta manera.

### Enlaces
- Mapa lingüístico detallado de Nueva Guinea y regiones adyacentes

- Datos: Q236425
- Multimedia: Papuan languages / Q236425